# جون كارول (عسكري)
جون كارول (بالإنجليزية: John Carroll)‏ هو عسكري أسترالي، ولد في 16 أغسطس 1891 في بريزبان في أستراليا، وتوفي في 4 أكتوبر 1971 في برث في أستراليا.